# Jean Mambrino
Jean Mambrino est un écrivain et poète français né le 15 mai 1923 à Londres et mort le 27 septembre 2012 à Lille. Il est l'auteur d'une très importante œuvre poétique et de plusieurs ouvrages en prose, sur la littérature et sur le théâtre. Il a également donné des traductions de Gerard Manley Hopkins et de Kathleen Raine. Il appartient à la Compagnie de Jésus.
Il a reçu en 2004 le Prix de littérature francophone Jean Arp pour l’ensemble de son œuvre.

## Biographie[1]
D'origine florentine par son père et champenoise par sa mère, Jean Mambrino a vécu à Londres jusqu’à l’âge de sept ans, puis à Paris.
Il effectue le Service du travail obligatoire comme bûcheron au chantier forestier de l'entreprise Guyenne-Pétrole, à Vézac, en Dordogne. Il y restera jusqu’à la Libération, avant de rejoindre l’armée d’occupation en Allemagne.
Après dix ans d’études consacrées aux lettres, à la philosophie et à la théologie, il entre dans la Compagnie de Jésus en 1954.
À Londres où il séjourne fréquemment, il fait la connaissance de T. S. Eliot et de Kathleen Raine. C'est par un article que Jean Mambrino a donné au Times Litterary Supplement qu'il entre en contact avec Jules Supervielle et par une chronique à la BBC qu'il entre en relation avec René Char. Trois rencontres importantes marquent également ces années : celles de Henri Thomas, d'André Dhôtel et de Georges Simenon.  
Des poèmes paraissent dans la revue italienne Botteghe oscure, dans les Cahiers du Sud et à la Nouvelle Revue française.
Jean Mambrino sera pendant quinze ans, à Amiens, puis à Metz, professeur de lettres et de langue anglaise, ainsi que moniteur de théâtre, domaine qu'il a découvert grâce à Jean Dasté et qui ne cessera de le passionner, comme aussi plus tard le cinéma. C'est ainsi qu'il aura pour élève, à Metz, l'un des plus grands dramaturges français de notre temps, Bernard-Marie Koltès.
Durant toute cette période de sa vie, il écrit peu et ne publie rien. Sur l'intervention de Jules Supervielle, un ensemble de ses poèmes paraît en 1965 au Mercure de France sous le titre Le Veilleur aveugle.
Revenu à Paris en 1968, Jean Mambrino est chargé d'assurer la critique littéraire et dramatique de la revue Études.
Un second recueil paraît en 1974 dans la collection de La Petite Sirène, fondée par Louis Aragon. Suivent Clairière et Sainte Lumière, chez DDB, en 1976, et L’Oiseau-Cœur, chez Stock, en 1979, qui reçoit le Prix Apollinaire. D'autres recueils paraissent chez José Corti : Ainsi ruse le mystère, La Saison du monde, Le Chiffre de la nuit, Casser les soleils et N’être pour naître et Le Palimpseste.
Jean Mambrino est également l'auteur d'ouvrages très stimulants sur la littérature : Le Chant profond, Lire comme on se souvient et La Patrie de l’âme.
La grande poétesse anglaise Kathleen Raine, peu de temps avant sa mort, traduit L’Hespérie, pays du soir, sous le titre Land of evening. Le recueil est publié en 2004 par Enitharmon Press.
Après la descente aux enfers que figure son avant-dernier recueil Les Ténèbres de l'espérance, publié en 2007, la vision lumineuse de Grâce, paru en 2009, marque le couronnement de son œuvre de poète.

## Regards sur l'œuvre
L'œuvre de Jean Mambrino est l'une des plus importantes de la poésie française de ces dernières décennies, à la fois par sa variété, son abondance et sa singularité. Dans son écriture comme dans sa sensibilité, Jean Mambrino est très proche de la poésie anglaise, ce qui confère à ses poèmes une forme et une couleur immédiatement reconnaissables.
La forme brève lui convient aussi bien que le style narratif. Il peut, dans un style presque épique, nous faire revivre l'exploit d'Armstrong marchant sur la lune, comme il sait entrer dans les territoires les plus secrets de l'existence humaine.
La poésie de Jean Mambrino est « une poésie qui vivifie et sème le baume des commencements (...) mais la fraîcheur et la lucidité de son regard supposent une âme purifiée, qui sans cesse se laisse surprendre. »  Le poète répugne en effet à recommencer toujours le même recueil et se lance dans chaque nouveau livre avec une énergie intacte, comme pour s'étonner lui-même. Il en résulte d'un volume à l'autre des approches très différentes, qui prennent corps dans des rythmes et des images toujours renouvelés.
« La poésie, écrit Jean Mambrino, est un langage silencieux qui efface ses propres traces, pour qu’on entende ce que les mots ne disent pas. »

## Ouvrages publiés

### Poésie
- Le Veilleur aveugle, Mercure de France, 1965 (Rééd. Librairie Bleue, 2002)
- Clairière, poème, Desclée de Brouwer, 1974.
- La Ligne du feu, Les Éditeurs français réunis, 1974.
- Sainte Lumière, Desclée de Brouwer, 1976.
- L’Oiseau-Cœur, précédé de Clairière et Sainte Lumière, Stock, 1979. Prix Apollinaire 1981.
- Ainsi ruse le mystère, Corti, 1983.
- Le Mot de passe, Granit, 1983
- La Ligne du feu, Granit 1986.
- La Saison du monde, Corti, 1986
- Le Mot de passe, Corti, 1987.
- Le Chiffre de la nuit, Corti, 1989.
- Le Palimpseste ou les dialogues du désir, Corti, 1991.
- Casser les soleils, Corti, 1993.
- N’être pour naître, Corti, 1996.
- L’Odyssée inconnue, L’Harmattan, 1996.
- Le Centre à l’écart, Librairie Bleue, 1998.
- L’Aube sous les paupières, Librairie Bleue, 2000.
- L’Hespérie, pays du soir, Éditions Arfuyen, 2000.
- La Pénombre de l’or, Éditions Arfuyen, 2002.
- L’Abîme blanc, Éditions Arfuyen, 2005, publié à l'occasion de la remise du Prix de littérature francophone Jean Arp.
- Comme un souffle de rosée bruissant, Éditions Arfuyen, 2006.
- Les Ténèbres de l’espérance, Éditions Arfuyen, 2007.
- Grâce, Éditions Arfuyen, 2009.

### Prose
- Le Chant profond, Corti, 1985.
- Le Théâtre au cœur, Desclée de Brouwer, 1996.
- Lire comme on se souvient – Proses pour éclairer la solitude, Phébus, 2000.
- La Patrie de l’âme – Lecture intime de quelques écrivains du XXe siècle, Phébus, 2004.
- Il était une fois aujourd'hui – Trente dialogues, Éditions Arfuyen, 2012.

### Traductions
- Sur un rivage désert, de Kathleen Raine, avec M. B. Mesnet, Granit, 1978.
- Grandeur de Dieu, de Gerard Manley Hopkins, Granit, 1980. Nouvelle édition revue et augmentée Éditions Arfuyen, 2005.

### Autres ouvrages
- La Poésie mystique française, Seghers, 1973.
- Correspondance Jean Mambrino-Georges Simenon (1951-1988), Cahiers  Simenon no 13, Bruxelles, 1999.
- Joseph Joubert, Le Repos dans la lumière, textes choisis et présentés par Jean Mambrino, Éditions Arfuyen, 2007.
- Jean Mambrino, poète de la lumière, ouvrage collectif (Gérard Pfister, François Cheng, Alain Bosquet, Claude Vigée, Gilles Baudry, Albert Strickler, Bernard Perroy, Jean-Pierre Boulic, Jacques Goorma, Bernard Noël, Marc Alyn...), Les Cahiers Bleus, no 29, 2005.

## Accusations d'agressions sexuelles
En 2019 puis en 2024, la cellule Écoute et prévention des abus de la Province jésuite d'Europe occidentale francophone (EOF) a reçu le témoignage de plusieurs femmes, mineures ou majeures au moment des faits, faisant état d’agressions sexuelles commises par Jean Mambrino. Les jésuites encouragent quiconque le souhaite à prendre contact avec la cellule Écoute et de prévention des abus de la Province.